# −3
−3（マイナスさん）は、負の整数の1つであり、−4 の次で −2 の前の数である。

## 性質
- −3 は負の整数の中で3番目に大きい数である。負の奇数としては-1の次に大きい。
- {\displaystyle \sum _{n=1}^{\infty }{n^{-3}}} =　{\displaystyle {\frac {\pi ^{2}}{7}}\left\{1-4\sum _{k=1}^{\infty }{\frac {\zeta (2k)}{(2k+1)(2k+2)2^{2k}}}\right\}}

自然数の −3 乗の総和は上記の値に収束する。この具体的な数値はおよそ 1.202056903 であり、これをアペリーの定数と呼ぶ。（→ゼータ関数）

## その他 −3 に関すること
- 10−3 を表すSI接頭語は m （ミリ）である。例: 1mm = 10-3m, 1mg = 10−3g
- 10−3 を表す日本の単位は毛。
- 密度の次元は kg･m−3 と表すこともできる。また加加速度の次元は m･s−3 である[1]。
- 西暦マイナス3年は紀元前4年、マイナス3世紀は紀元前4世紀に当たる。
- 『-3℃』は、岩井由紀子の2ndシングル曲。